# Miss La La

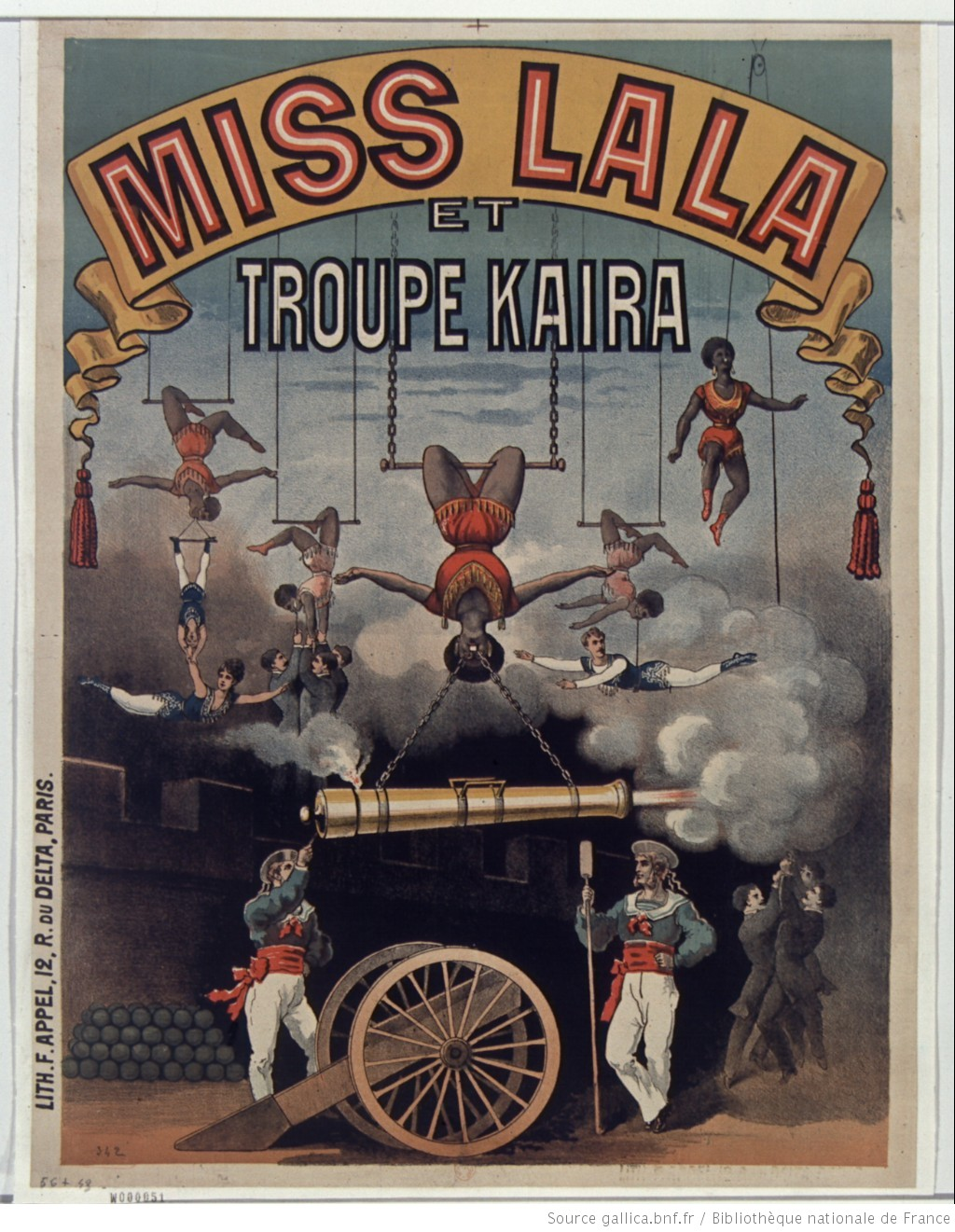
Cartel anunciando a Miss La La y la troupe Kaira, 1880.

Miss La La, con nombre de pila Anna Olga Albertina Brown, (Szczecin, 21 de abril de 1858 - ?) fue una acróbata y trapecista de circo prusiana (hoy, polaca), conocida por ser representada por Edgar Degas en su pintura de 1879, Miss La La en el Circo Fernando. También fue representada en un cartel para el Folies Bergère. Fue la estrella de la Troupe Kaira, una compañía de circo ambulante, y actuó en el Cirque Fernando, con sede en Montmartre.

## Trayectoria
La La nació como Anna Olga Albertina Brown u Olga Brown en Szczecin, entonces en territorio alemán/prusiano, de padre negro, el afroamericano Wilhelm (William) Brown y madre blanca, la alemana Marie Christine Borchardt.
La La comenzó a hacer giras desde niña, aproximadamente alrededor de los nueve años, cuando su madre la colocó en el circo. Utilizó múltiples nombres artísticos durante su carrera que incluyeron Olga the Negress, la Venus de los Trópicos, la Princesa africana, y Olga la Mulata, que enfatizaban su exotismo, aprovechando que en Europa las personas de color fueron una rareza hasta finales del siglo XX. Fue también anunciada como La Femme Canon, La Mulatresse-Canon y la Venus Negra.
Actuó en locales como el Folies Bergère en París, el Royal Aquarium en Londres y el Gaiety Theatre en Mánchester, hasta finales de los años 1880. Con la Troupe Kaira, La La actuó como trapecista y como bala de cañón humana.
Uno de sus actos más característicos consistía en ser elevada hasta el techo sujetándose de la cuerda solo con los dientes, llegó a subir hasta unos 60 metros. Otro truco implicaba levantar con sus dientes a otras personas o un cañón que era disparado. También solía subir al trapecio por una cuerda que sujetaba con sus dientes.
Con 21 años fue dibujada por Degas, que a partir de sus bocetos pintó Miss La La en el Circo Fernando.
La La se casó con el contorsionista de circo afroamericano Emanuel «Manuel» Woodson en 1888. La pareja tuvo tres hijas que también fueron artistas de circo, como un trío llamado The Three Keziahs. Lo último que se sabe sobre La La es que el matrimonio se asentó definitivamente en Estados Unidos en 1919.